# Torreón
Torreón è una città dello stato del Coahuila, in Messico, capoluogo dell'omonimo comune.
Sita 1000 chilometri a nord di Città del Messico, conta una popolazione di circa un milione di abitanti ed è stata fondata nel 1907, insieme ai confinanti comuni, fa parte dell'area metropolitana denominata "La Laguna", composta dai comuni di Torreón, Gómez Palacio, Lerdo, Matamoros e Francisco I. Madero, con una popolazione totale di 1.434.283 abitanti, che la rende la decima area metropolitana più popolata Messico.
Domina la città la colossale statua di Cristo de las Noas, posta sulla sommità della collina del Cerro de las Noas.

## Origini de nome
Il nome della città si riferisce al centro dell'ex Hacienda "El Carrizal", che all'epoca era completamente murata e aveva una torre in uno dei suoi angoli per avvertire delle continue incursioni degli indigeni, come i Tobosos , che vivevano sull'altra sponda del fiume Nazas.

## Storia
Torreón fu fondata ufficialmente nel 1907, risulta essere la città più recente del Messico, tuttavia il primo insediamento avvenne già il 24 aprile 1848, Don Leonardo Zuloaga Olivares e Don Juan Ignacio Jiménez acquistano l'Hacienda de San Lorenzo de la Laguna dal Sánchez Navarro famiglia, che in seguito divenne la Hacienda del Torreón. La città ha le sue origini strettamente legate alla ferrovia, e nello specifico al passaggio delle ferrovie da e per il confine con gli Stati Uniti. Il luogo dove ora sorge la città era anticamente un crocevia dove era installato un edificio a forma di torre, (torreón in spagnolo, da qui il nome), per la sorveglianza della zona del fiume Nazas. Durante il Porfiriato presentò un grande livello di crescita, a causa dell'emergere della zona del cotone. A seguito della crescita della popolazione, Torreón richiese che fosse elevata alla categoria di città il 24 febbraio 1893. Il 13 luglio 1907, la legislatura ha emesso il rispettivo diritto e il 15 settembre 1907 Torreón è stata elevata alla categoria di città. Oggi la ferrovia continua ad essere fondamentale per la città, anche se il traffico passeggeri è stato soppresso nel 1999, i treni merci provengono da Manzanillo, Colima, passando per gli stati di Jalisco, Aguascalientes, Guanajuato e Zacatecas, collegando città come Monterrey, Piedras Negras, Durango, Ciudad Juárez e Città del Messico, ci sono anche i cantieri di classificazione e le officine di manutenzione. In occasione delle celebrazioni del 100° anniversario dell'inizio della rivoluzione messicana, nel 2010 la città è stata insignita del titolo di "Città Eroica e Sito di Interesse Nazionale".

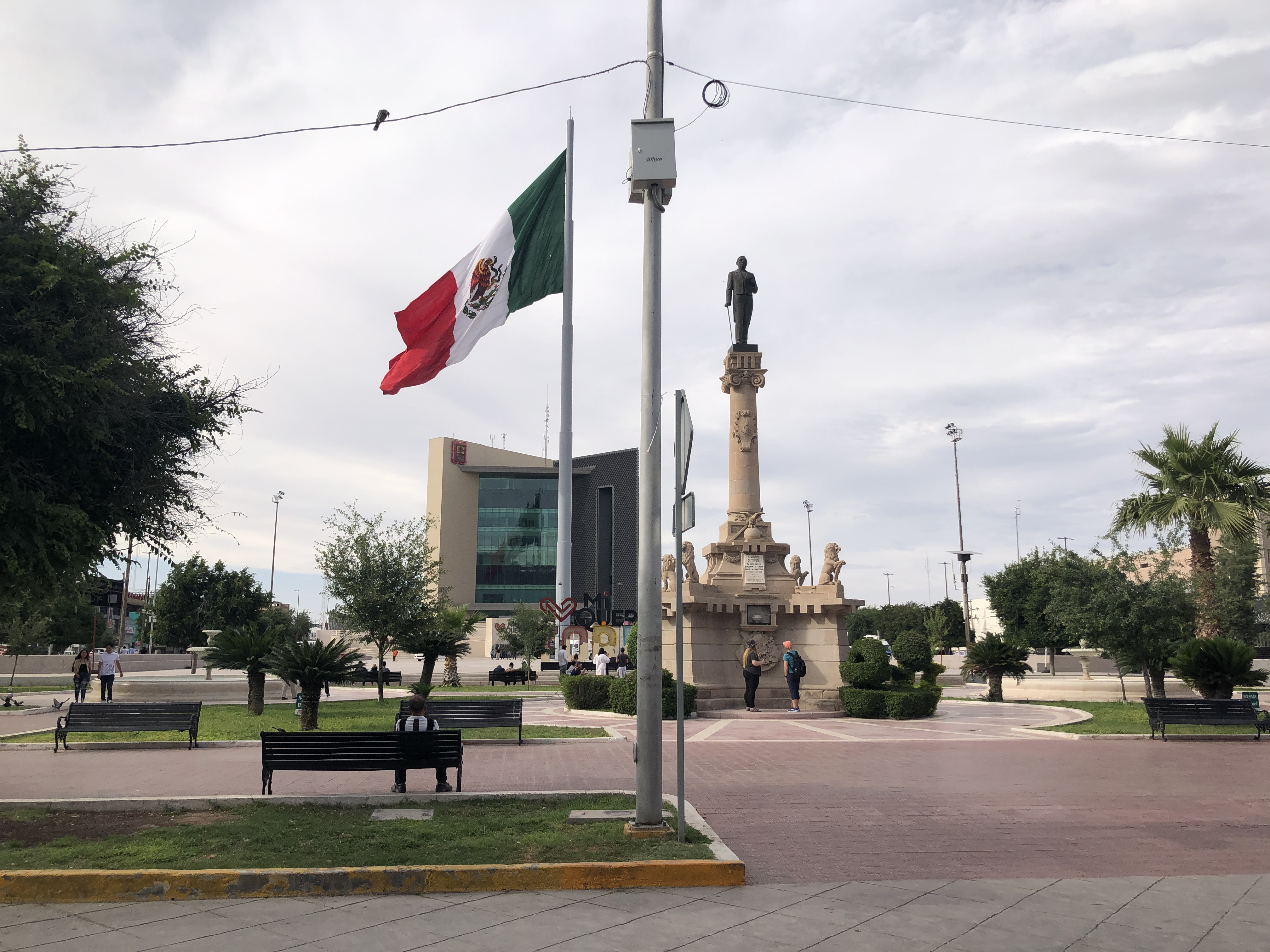
Nuovo Municipio nella Plaza Mayor a Torreón

## Amministrazione

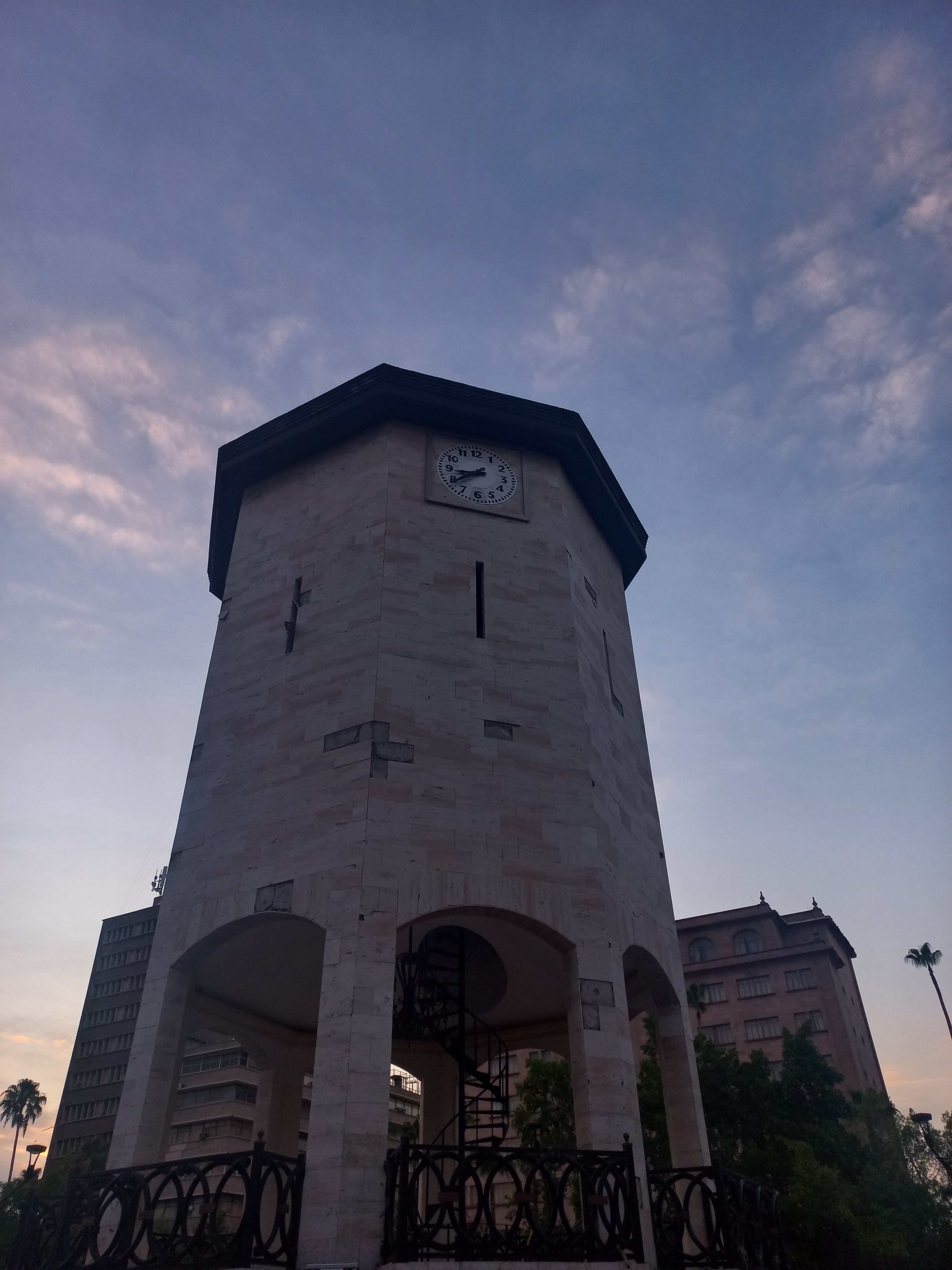
Torre dell'orologio nella Plaza de Armas a Torreón

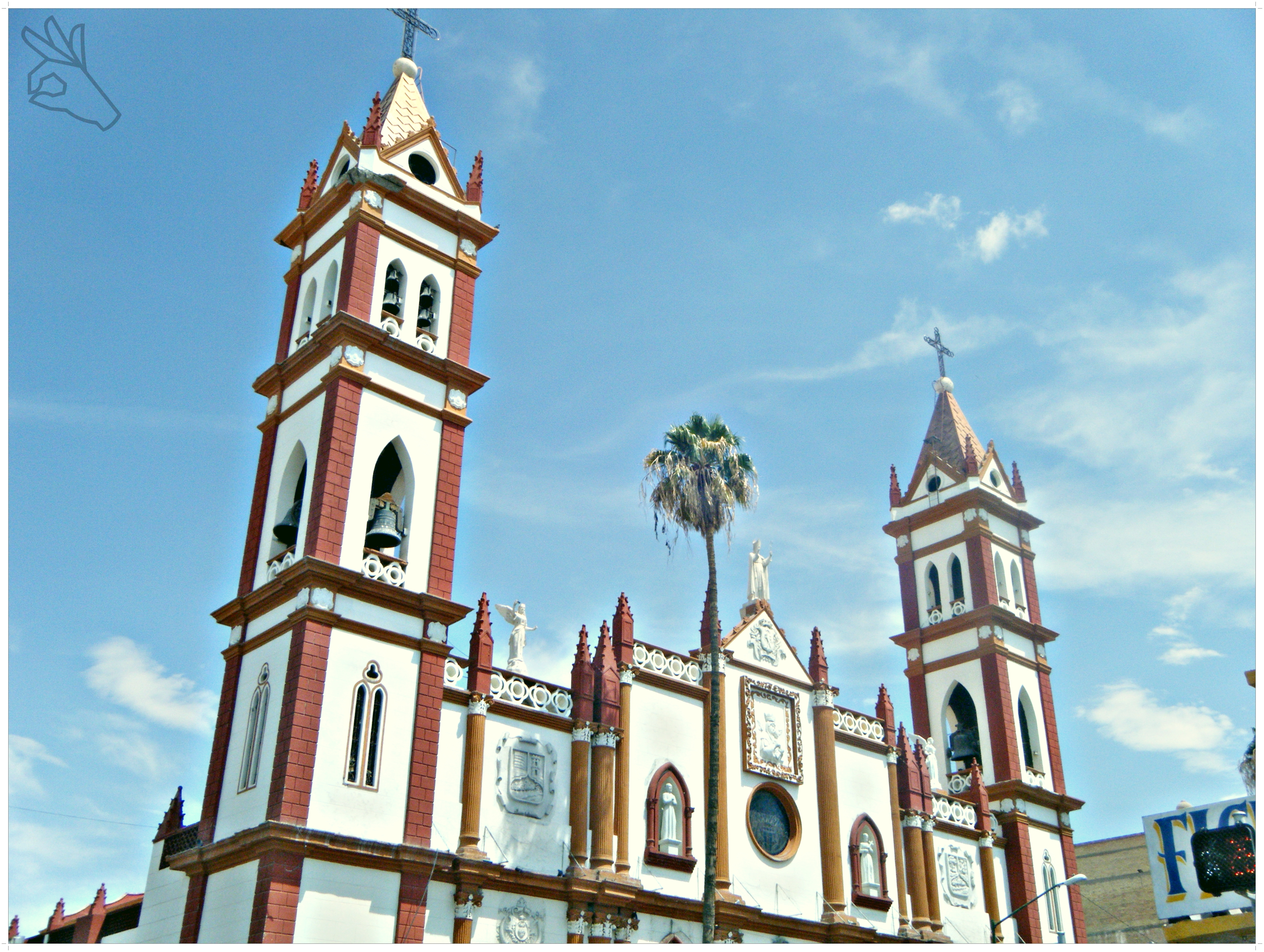
Iglesia del Perpetuo Socorro

Come nella maggior parte dei comuni del Messico, anche a Torreon le elezioni comunali si tengono ogni tre anni, secondo la pagina web del comune, il consiglio comunale è così composto: 1 Presidente Municipal, (il sindaco), un Segretario del Consiglio Comunale, 2 amministratori e 17 consiglieri su altri incarichi, il cui numero può variare a seconda del governo in carica.
| Período     | Nome sindaco                             | Partito |
| ----------- | ---------------------------------------- | ------- |
| 1937 - 1938 | Manuel Mijares Valdés                    | PNR     |
| 1939 - 1940 | Francisco Rivera Morales                 | PRM     |
| 1940 - 1942 | Julio Larriva                            | PRI     |
| 1942 - 1945 | Rafael Duarte Núñez                      | PRI     |
| 1945 - 1946 | Braulio Fernández Aguirre                | PRI     |
| 1946 - 1948 | Armín Valdés Galindo                     | PRI     |
| 1948 - 1951 | Román Cepeda Flores                      | PRI     |
| 1951 - 1954 | Rodolfo González Treviño                 | PRI     |
| 1954 - 1957 | Esteban Jardón H.                        | PRI     |
| 1957 - 1960 | Braulio Fernández Aguirre (rieletto)     | PRI     |
| 1960 - 1962 | Gustavo G. Fernández Juárez              | PRI     |
| 1962 - 1963 | Salvador Sánchez y Sánchez               | PRI     |
| 1963 - 1966 | Heriberto Ramos González                 | PRI     |
| 1966 - 1969 | Rodolfo Guerrero Guerrero                | PRI     |
| 1969 - 1972 | Juan Abusaid Ríos                        | PRI     |
| 1972 - 1975 | José Solís Amaro                         | PRI     |
| 1975 - 1978 | Francisco José Madero González           | PRI     |
| 1978 - 1981 | Héctor del Bosque Villarreal             | PRI     |
| 1981 - 1984 | Braulio Manuel Fernández Aguirre         | PRI     |
| 1984 - 1987 | Manlio Fabio Gómez Uranga                | PRI     |
| 1987 - 1990 | Heriberto Ramos Salas                    | PRI     |
| 1990 - 1993 | Carlos Román Cepeda González             | PRI     |
| 1993 - 1996 | Mariano López Mercado                    | PRI     |
| 1996        | Salvador Jalife García                   | INTERIM |
| 1996 - 1999 | Jorge Zermeño Infante                    | PAN     |
| 1999 - 2002 | Salomón Juan Marcos Issa                 | PRI     |
| 2002        | Javier Garza de la Garza                 | INTERIM |
| 2002 - 2005 | José Guillermo Anaya Llamas              | PAN     |
| 2005 - 2009 | José Ángel Pérez Hernández               | PAN     |
| 2009 - 2013 | Eduardo Olmos Castro                     | PRI     |
| 2013 - 2016 | Miguel Ángel Riquelme Solís              | PRI     |
| 2016 - 2017 | Jorge Luis Morán Delgado                 | INTERIM |
| 2017 - 2018 | Jorge Zermeño Infante (rieletto)         | PAN     |
| 2018 - 2021 | Jorge Zermeño Infante (rieletto)         | PAN     |
| 2021        | Sergio Lara Galván                       | INTERIM |
| 2021        | Jorge Zermeño Infante (rieletto)         | PAN     |
| 2021 - 2024 | Román Alberto Cepeda González            | PRI     |
| 2024 - 2027 | Román Alberto Cepeda González (rieletto) | PRI     |

## Demografia
Secondo i risultati del censimento della popolazione e delle abitazioni realizzato nel 2020 dall'Istituto Nazionale di Statistica e Geografia, la città di Torreón conta un totale di 690 193 abitanti, mentre l'intero comune, conta con 720.848 abitanti, di cui 351.753 uomini e 369.095 donne. Il comune di Torreón ha un totale di 59 frazioni.
| Località*                                 | Popolazione                               |         | Anno    | Torreón  | Variazione |
| Torreón (capoluogo)                       | 690 193                                   | 1900    | 13 845  | —        |            |
| La Partida                                | 4 222                                     | 1910    | 34 271  | +147.5 % |            |
| La Concha                                 | 4 078                                     | 1921    | 50 902  | +48.5 %  |            |
| Santa Fe                                  | 2 105                                     | 1930    | 66 001  | +29.7 %  |            |
| La Paz                                    | 2 102                                     | 1940    | 75 796  | +14.8 %  |            |
| Villas del Renacimiento                   | 1 874                                     | 1950    | 128 971 | +70.2 %  |            |
| El Perú                                   | 1 869                                     | 1960    | 179 901 | +39.5 %  |            |
| Juan Eugenio                              | 1 832                                     | 1970    | 223 104 | +24.0 %  |            |
| Albia                                     | 1 705                                     | 1980    | 328 086 | +47.1 %  |            |
| Totale nel municipio                      | 720 858                                   | 1990    | 439 436 | +33.9 %  |            |
| *Sono rappresentate solo le 9 più abitate | *Sono rappresentate solo le 9 più abitate | 2000    | 502 964 | +14.5 %  |            |
|                                           |                                           | 2010    | 608 836 | +21.0 %  |            |
| 2020                                      | 720 848                                   | +18.4 % |         |          |            |

## Clima
Torreón è una delle città con i climi più estremi del paese, poiché ha temperature piuttosto fredde in autunno e inverno, (-8°C), mentre in primavera, estate e persino a volte in autunno si registrano temperature elevate, (45°C), e raggi UV estremi.
| Parametri climatici medi di Torreón (periodo 1991-2020) | Parametri climatici medi di Torreón (periodo 1991-2020) | Parametri climatici medi di Torreón (periodo 1991-2020) | Parametri climatici medi di Torreón (periodo 1991-2020) | Parametri climatici medi di Torreón (periodo 1991-2020) | Parametri climatici medi di Torreón (periodo 1991-2020) | Parametri climatici medi di Torreón (periodo 1991-2020) | Parametri climatici medi di Torreón (periodo 1991-2020) | Parametri climatici medi di Torreón (periodo 1991-2020) | Parametri climatici medi di Torreón (periodo 1991-2020) | Parametri climatici medi di Torreón (periodo 1991-2020) | Parametri climatici medi di Torreón (periodo 1991-2020) | Parametri climatici medi di Torreón (periodo 1991-2020) | Parametri climatici medi di Torreón (periodo 1991-2020) |
| Mesi                                                    | Gen.                                                    | Feb.                                                    | Mar.                                                    | Apr.                                                    | Mag.                                                    | Giu.                                                    | Lug.                                                    | Ago.                                                    | Set.                                                    | Ott.                                                    | Nov.                                                    | Dic.                                                    | Annuale                                                 |
| ------------------------------------------------------- | ------------------------------------------------------- | ------------------------------------------------------- | ------------------------------------------------------- | ------------------------------------------------------- | ------------------------------------------------------- | ------------------------------------------------------- | ------------------------------------------------------- | ------------------------------------------------------- | ------------------------------------------------------- | ------------------------------------------------------- | ------------------------------------------------------- | ------------------------------------------------------- | ------------------------------------------------------- |
| Temp. max. ass. (°C)                                    | 35.0                                                    | 35.0                                                    | 39.5                                                    | 41.2                                                    | 42.2                                                    | 45.0                                                    | 40.5                                                    | 39.2                                                    | 38.4                                                    | 36.0                                                    | 34.8                                                    | 32.5                                                    | 42.0                                                    |
| Temp. max. media (°C)                                   | 23.4                                                    | 27.2                                                    | 30.2                                                    | 33.7                                                    | 36.9                                                    | 37.1                                                    | 35.9                                                    | 35.7                                                    | 33.1                                                    | 31.2                                                    | 27.0                                                    | 23.8                                                    | 31.3                                                    |
| Temp. media (°C)                                        | 15.1                                                    | 18.3                                                    | 21.6                                                    | 25.6                                                    | 28.5                                                    | 29.6                                                    | 28.8                                                    | 28.5                                                    | 25.4                                                    | 23.5                                                    | 18.8                                                    | 15.4                                                    | 23.3                                                    |
| Temp. min. media (°C)                                   | 7.9                                                     | 10.4                                                    | 13.3                                                    | 17.3                                                    | 20.2                                                    | 22.4                                                    | 22.3                                                    | 22.0                                                    | 20.2                                                    | 16.3                                                    | 11.9                                                    | 8.5                                                     | 16.1                                                    |
| Temp. min. ass. (°C)                                    | -7.0                                                    | -5.0                                                    | -5.5                                                    | 1.8                                                     | 4.0                                                     | 10.0                                                    | 11.0                                                    | 10.0                                                    | 7.5                                                     | 4.0                                                     | -2.8                                                    | -8.0                                                    | -8.0                                                    |
| Precipitazioni totale (mm)                              | 11.5                                                    | 6.2                                                     | 9.8                                                     | 4.1                                                     | 16.0                                                    | 28.3                                                    | 42.3                                                    | 41.2                                                    | 62.5                                                    | 18.7                                                    | 9.7                                                     | 9.6                                                     | 259.9                                                   |
| Giorni di neve                                          | 1                                                       | 0                                                       | 0                                                       | 0                                                       | 0                                                       | 0                                                       | 0                                                       | 0                                                       | 0                                                       | 0                                                       | 0                                                       | 1                                                       | 2                                                       |
| Fonte: Servicio Meteorológico Nacional 22 giugno 2022   |                                                         |                                                         |                                                         |                                                         |                                                         |                                                         |                                                         |                                                         |                                                         |                                                         |                                                         |                                                         |                                                         |

Neve: le nevicate sono rare a Torreón, ma comunque sono possibili, di seguito l'elenco di quelle registrate:
- Nel gennaio 1947, si registra la prima nevicata sulla città della quale si abbia notizia.
- L'11 gennaio 1967, si verifica un'altra nevicata.
- Il 12 dicembre 1997, si verifica una nevicata dopo 30 anni senza neve.
- Il 24 dicembre 2004, si verifica una leggera nevicata.
- L'8 dicembre 2017, al mattino si verifica un'altra nevicata

## Luoghi di interesse

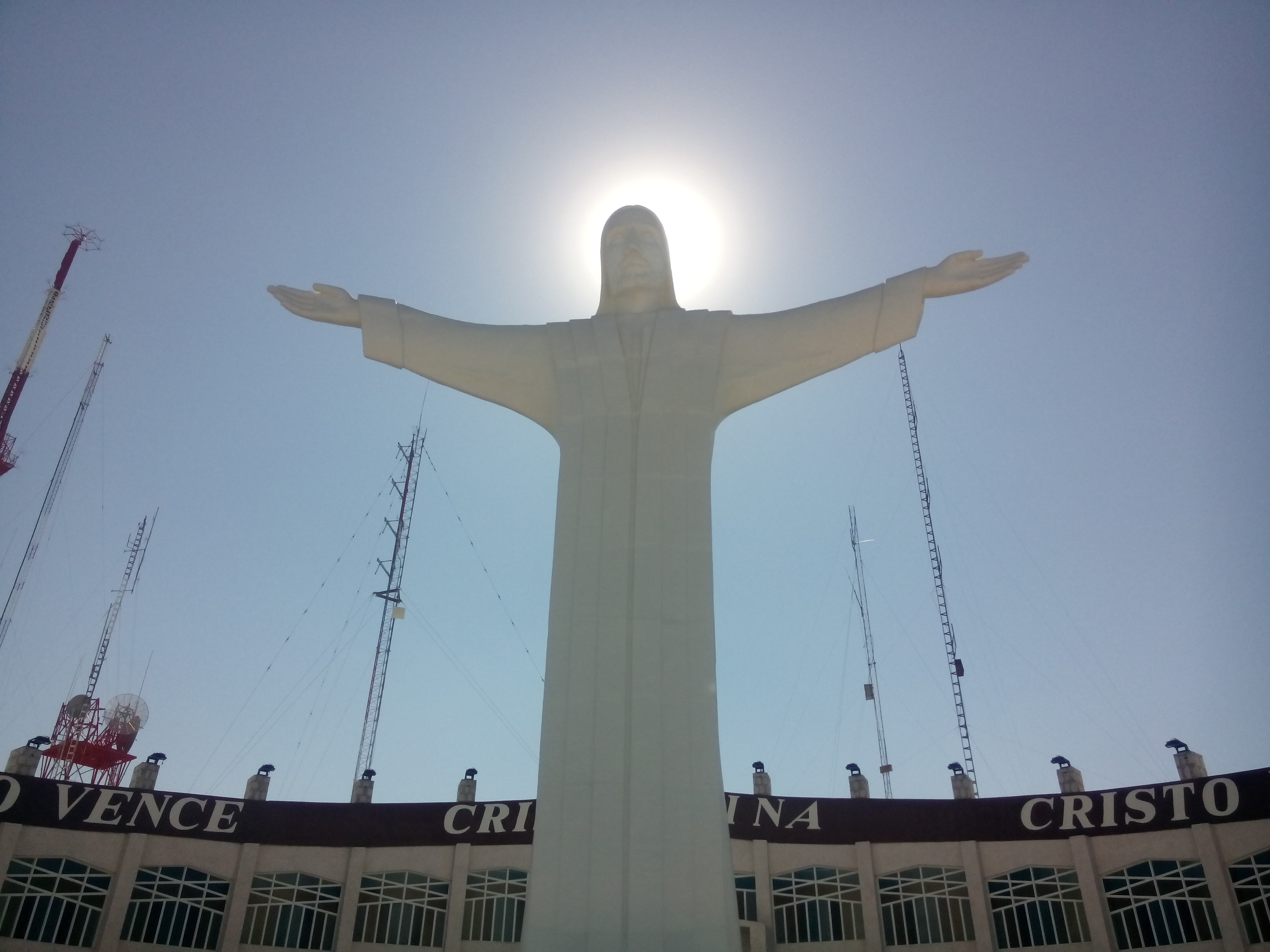
Cristo de las Noas a Torreón

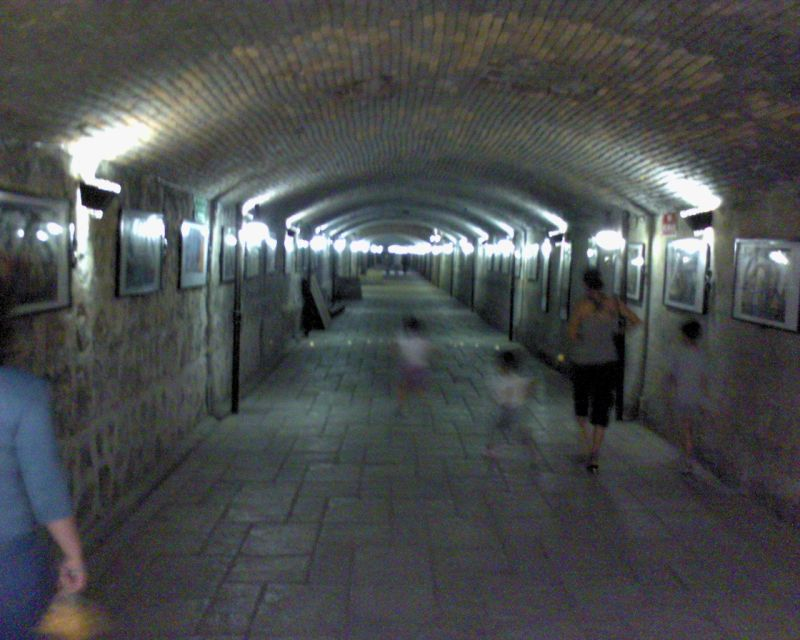
Canal de la Perla a Torreón

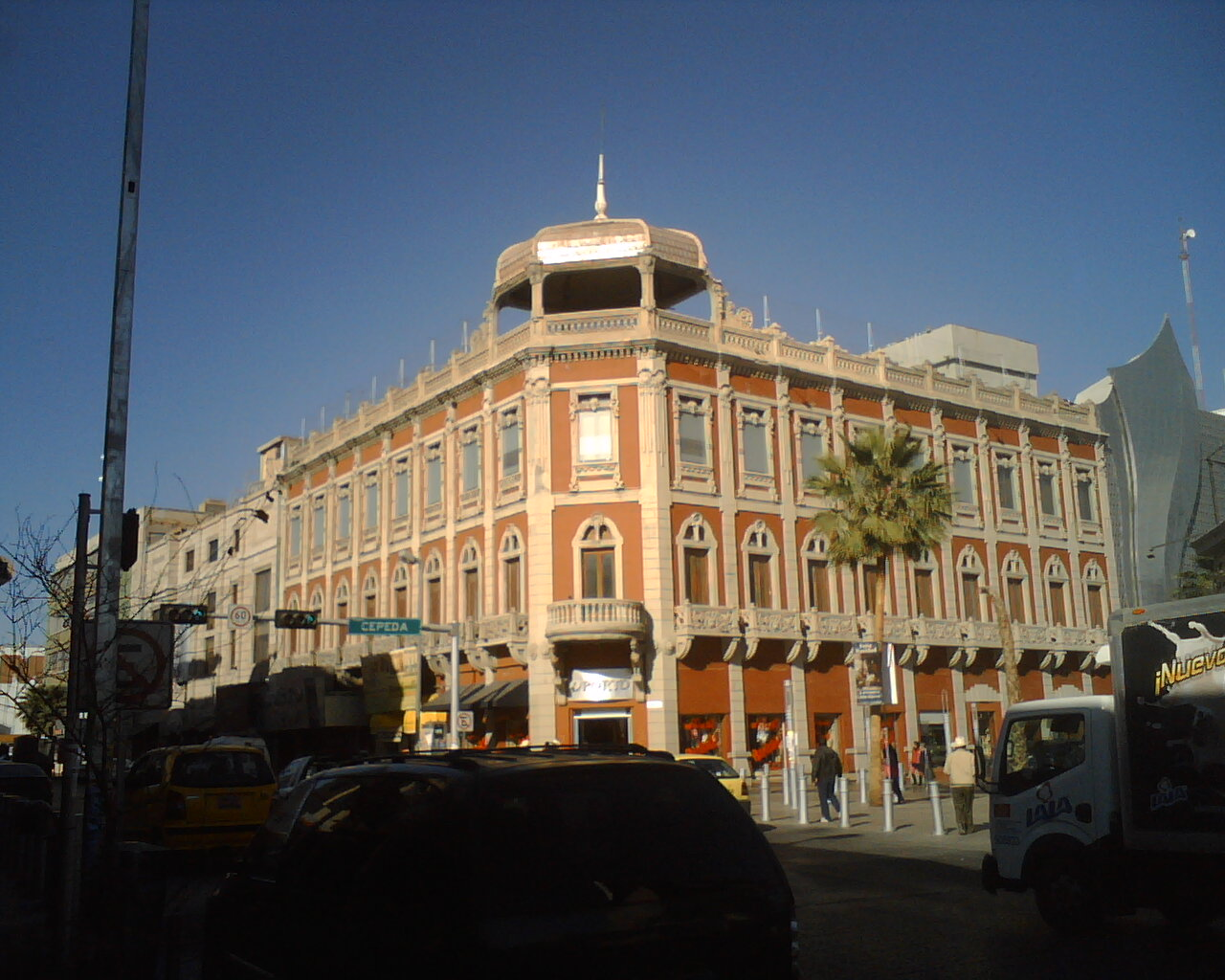
Edificio e museo Arocena

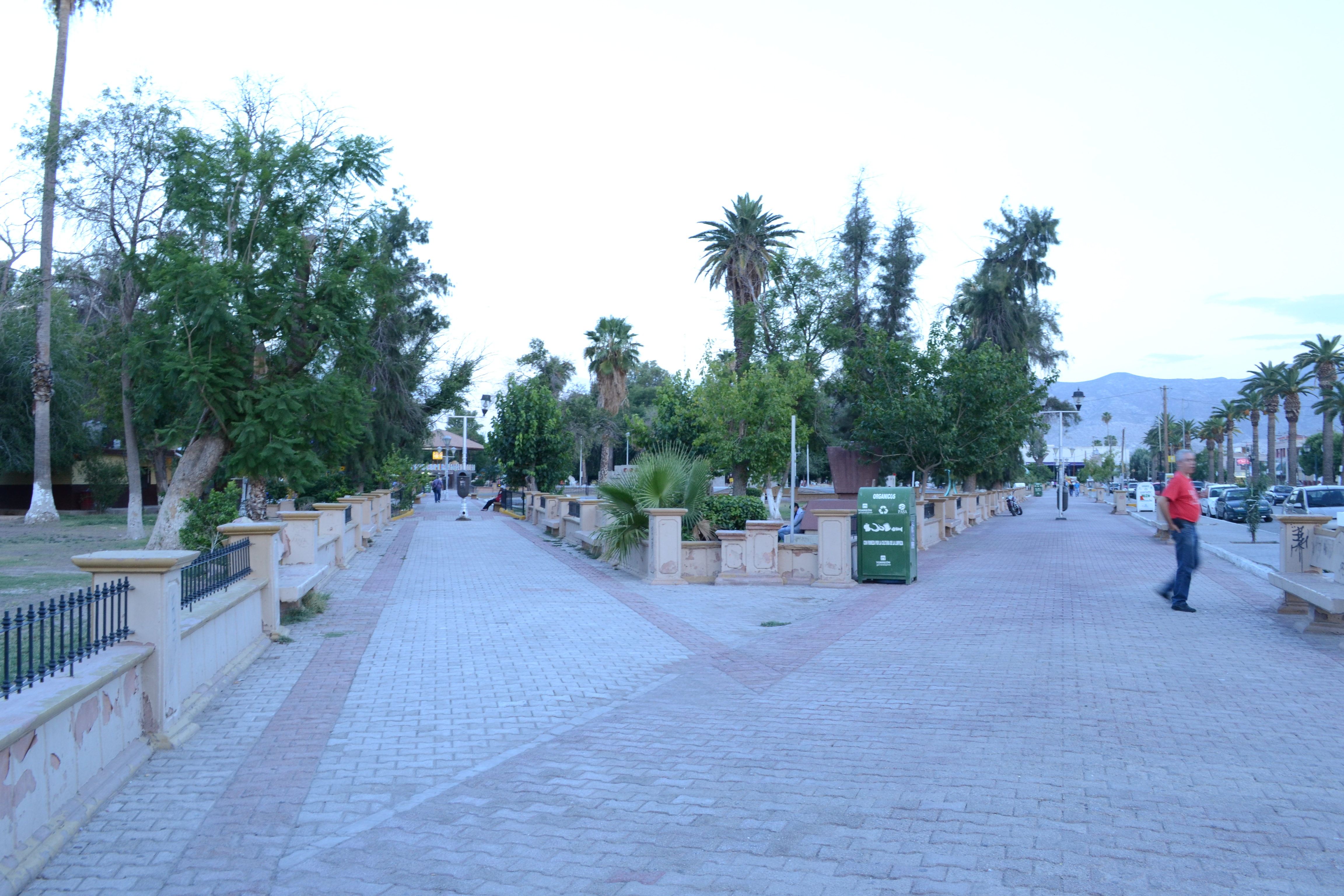
Alameda Ignacio Zaragoza

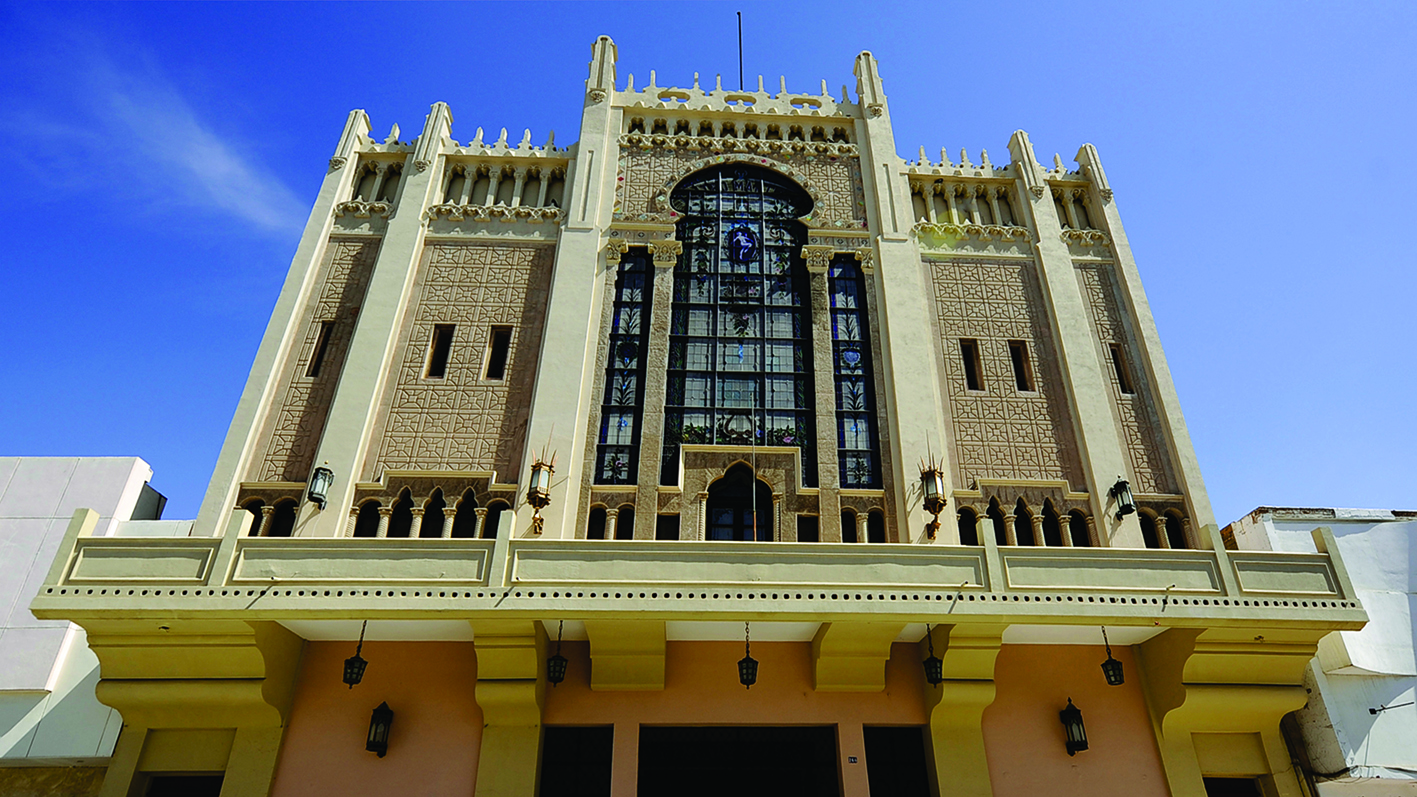
Teatro Isauro Martinez

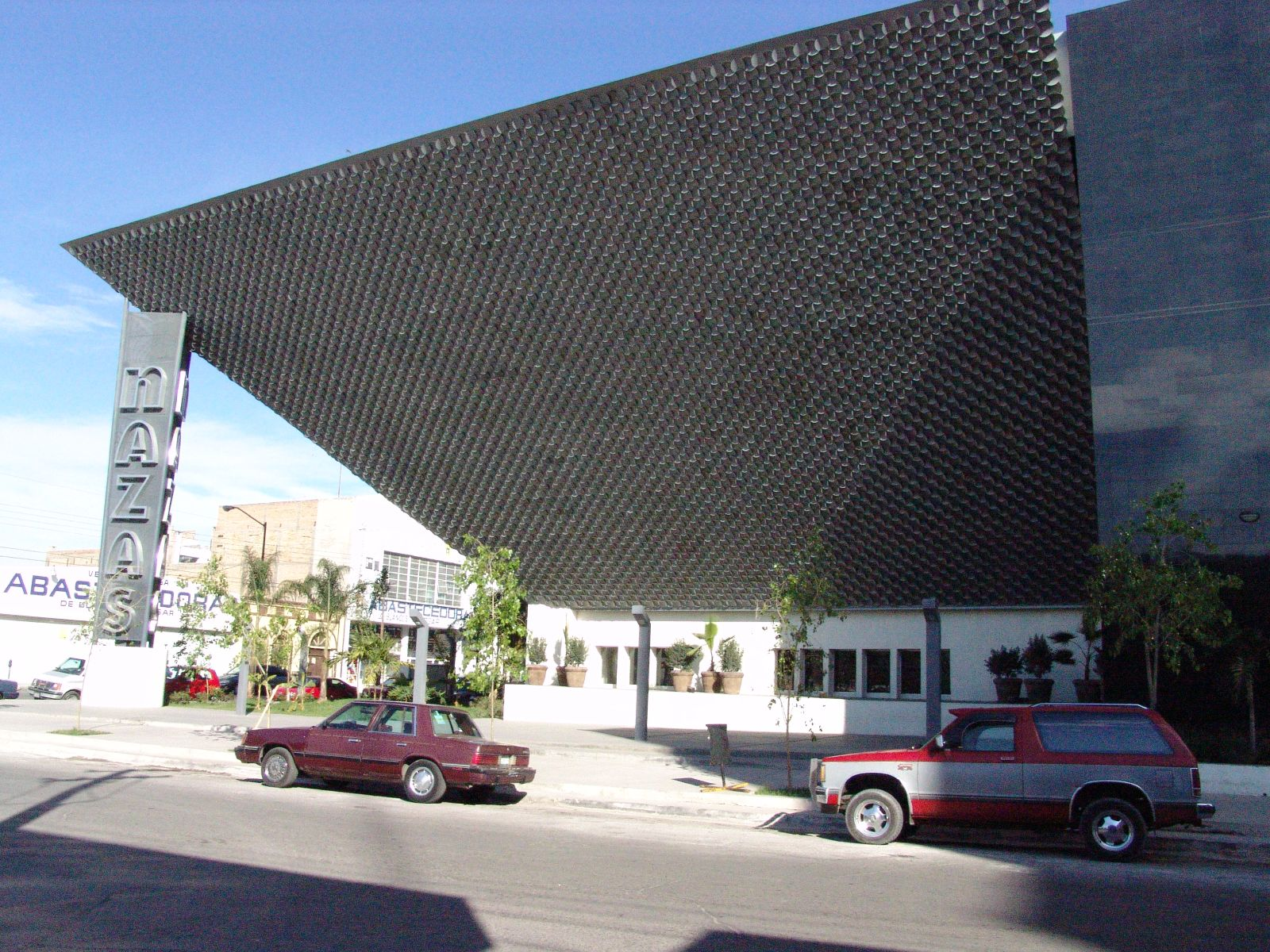
Teatro Nazas a Torreón

Nonostante si una delle città di più recente fondazione in Messico, e non ha nemmeno un edificio coloniale, Torreón ha un buon numero di attrattive culturali, come musei, monumenti e piazze storiche.
Musei:
- Cristo de las Noas: è una statua sulla cima di una collina, insieme ad una chiesa e santuari che fanno riferimento alla Terra Santa. Questa statua è la quarta più grande dell'America Latina dopo El Cristo de la Bartola a Monclova e Rio de Janeiro in Brasile. Il Cristo è raffigurato con le braccia aperte, come in un grande abbraccio, a simboleggiare la protezione della città. Ha un ottimo panorama, si vede gran parte della città, per raggiungerla c'è una strada che risale la collina o una nuova cabinovia che parte dal centro città.

- Canal de la Perla, dopo anni di chiusura e abbandono, recentemente è stato riscoperto nel 2014. Questo canale, costruito alla fine del XIX secolo, era inizialmente un canale di irrigazione che deviava le acque del fiume Nazas per irrigare la parte sud-orientale della città. Attualmente è utilizzato come passaggio sotterraneo dalla popolazione e per mostre artistiche temporanee e altre manifestazioni d'arte.
- Museo del Algodón, spiega le tecniche di lavorazione del cotone, al suo interno è conservato il "Torreón" da cui ebbe origine la città.
- Casa Aldape, era di proprietà del sindaco di Torreón nel 1907, Rafael Aldape; la casa divenne poi del dottor e generale José María Rodríguez, situata all'angolo dell'Av. Matamoros con Juan Antonio de la Fuente, è un luogo di estrema importanza nella storia, poiché fu quì che ebbe luogo il primo incontro cospiratorio a Torreón per avviare il movimento rivoluzionario.
- Museo Arocena, espone opere d'arte dall'epoca preispanica ai giorni nostri, passando per i periodi della conquista, della colonia, dell'indipendenza e dell'arte d'avanguardia, oltre a presentare mostre e conferenze, nonché film mostre e fiere d'arte.
- Museo de la Moneda: Presenta in modo molto riassuntivo la storia e l'evoluzione della moneta in particolare del Messico, ma anche nella storia del mondo.
- Museo del Ferrocarril, ricavato in quello che era un tempo la vecchia officina di manutenzione dei treni, espone una collezione di reperti appartenenti alle vecchie FNM, nonché alcuni vagoni ferroviari dell'epoca, una locomotiva a vapore e la ricostruzione di una stazioncina con ufficio del telegrafo.
- Museo Regional de La Laguna, è ubicato all'interno del Bosque Venustiano Carranza, considerato il polmone verde della città di Torreón.
- Museo Francisco Villa, situato in un piccolo edificio che serviva a deviare le acque del fiume Nazas, per irrigare i raccolti dei contadini di La Laguna de Coahuila e si trova all'ingresso della città, provenendo dalla città di Gomez Palacio.
- Museo Paleontológico de la Laguna è un museo che tratta storia della paleontologia, antropologia e storia locale, ha mostre permanenti di fotografia, armi d'epoca, pittura e artigianato locale.

Edifici storici:
- Teatro Isauro Martínez (inaugurato il 7 marzo 1930)
- Antigua Presidencia Municipal
- Edificio Arocena
- Edificio Russek
- Plaza de Armas (anche detta Plaza 2 de Abril)
- Fuente El Tritón (su un lato di Plaza de Armas)
- Casa Mudéjar
- Casa di Isauro Martínez
- Ex Casino de la Laguna
- Ex Hotel Palacio Real
- Iglesia de Nuestra Señora del Perpetuo Socorro
- Hotel Princesa (inaugurato nel 1906)
- Parroquia De Nuestra Señora de Guadalupe
- Colegio Amado Nervo
- Ex Hotel Salvador

Altri luoghi moderni:
- Catedral de Nuestra Señora del Carmen
- Teatro Nazas
- Nuevo Palacio e Presidencia Municipal
- Estacion del Ferrocarril
- Alameda Zaragoza
- Cristo de las Noas
- Mercado Juárez
- Palacio Federal de Torreón
- Biblioteca Municipal de Torreón
- Bosque Venustiano Carranza
- Avenida Morelos, recentemente è stata parzialmente pedonalizzata

Fuori dal centro:
- Puerta de Torreón[3]
- Torre Eiffel, copia in scala ridotta della Torre Eiffel di Parigi, si trova a Gomez Palacio poco oltre il Rio Nazas.[4]

## Gastronomia

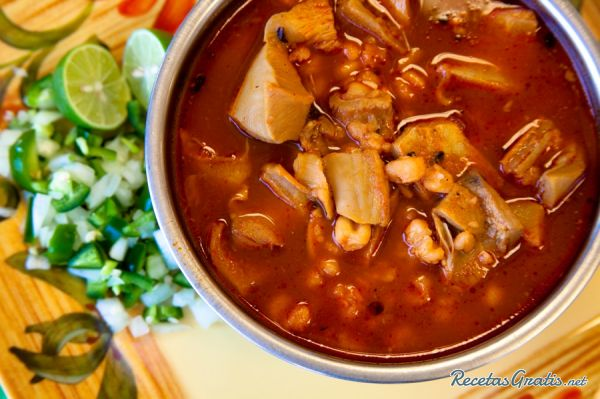
Piatto di Menudo de res

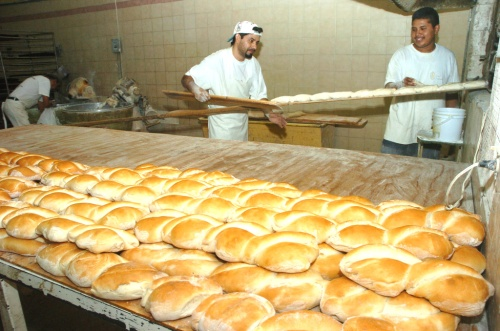
Preparazione del Pan Francés

Carne asada: La Carne Asada de Torreón, viene servita accompagnata da salsa fatta in casa, avocado, salsicce alla griglia, cipolle, patate, fagioli charro, quesadillas e birra fresca.
Pan francés: È il cosiddetto pane da tavola 100% Lagunero, ha una forma più allungata e un sapore molto caratteristico che gli viene dato dalla cottura in forno di mattoni e dall'utilizzo di legna di mesquite. Tradizionalmente è mangiato con uova strapazzate, ripiene di fagioli, e barbacoa, oppure, in commercio come adobada o torta mista, con differenti carnitas e avocado, o con un Menudo; il pan francés ha un sapore molto tipico della regione lagunare.
Menudo de res: Il Menudo è lo stomaco del manzo e qui lo chiamano a seconda delle sue diverse parti: cuajo, callo, per la somiglianza che hanno con quelle parti. È venduto principalmente nelle bancarelle ambulanti e nello storico Mercado Juárez, è considerata la tipica colazione domenicale di La Laguna.
Gorditas: Le gorditas sono un piatto tradizionale messicano, e non manca a Torreón, viene preparato a base di pasta di mais o frumento, ripieno di chicharrón, fagioli, uova, rajas, discada, arrosto rosso e carne con peperoncino.

## Trasporti
Torreón è un'importante crocevia nel centro/nord messicano dei trasporti, fin dai tempo della colonia spagnola, il movimento di passeggeri e merci è piuttosto elevato.
Autobus urbani: Nella prima metà del 2016 è stata approvata la costruzione del sistema Metrobús de la Laguna. Nella prima fase si prevedeva di costruire un percorso da Torreón a Matamoros che corresse sul Blvd Revolución/Carretera Torreón - Saltillo con diverse stazioni di imbarco e di raccordo. Il sistema si basa sui Metrobús di altre città messicane che già dispongono di questo servizio, come Città del Messico, León e Ciudad Juarez. La sua costruzione è iniziata nella seconda metà del 2016 e si stimava che i lavori fossero terminati alla fine del 2024, in realtà secondo alcuni residenti, i lavori sono stati sospesi e non si sa se ci sia l'intenzione di terminarli.

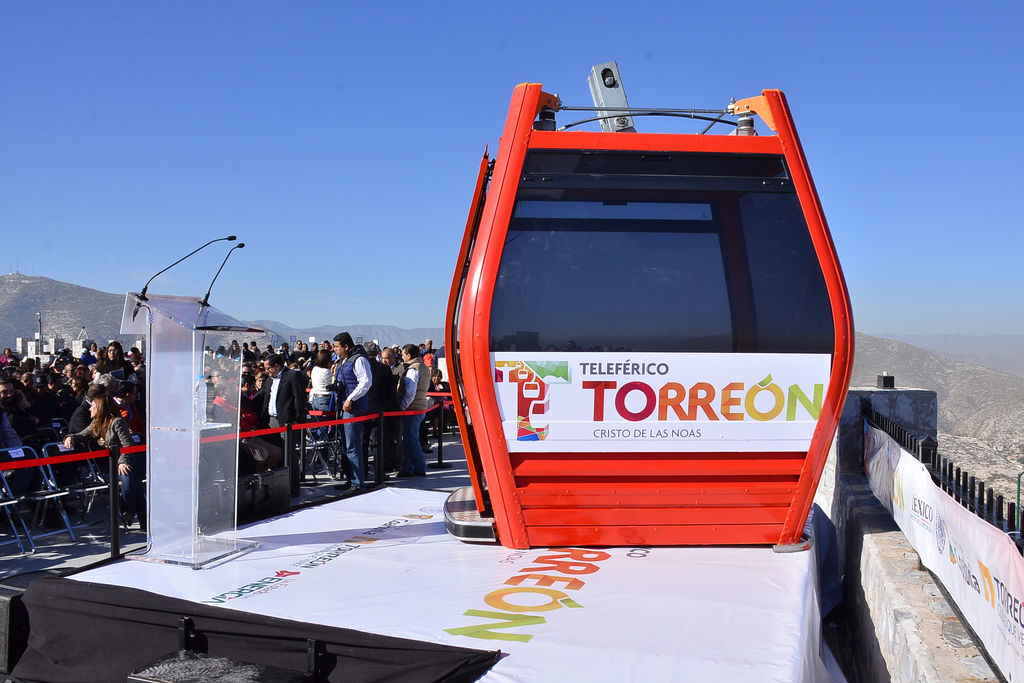
Presentazione del Teleférico di Torreón

Teleférico: Il 7 dicembre 2017 è stata inaugurata una teleferica che collega il centro storico con il Cristo de las Noas. Il percorso è lungo 1435 mt. e ha un dislivello di 150 mt.
Autobus extra-urbani: A Torreón vi sono due autostazioni, la più grande e l'autostazione di Torreón ubicata piuttosto lontana dal centro, vi sono destinazioni per tutto il nord e centro del Messico: Ciudad de México, Aguascalientes, Ciudad Juárez, Chihuahua, Mexicali, Tijuana, Guadalajara, Monterrey, Saltillo, León, Durango, Zacatecas, Mazatlán, Tepic, Puerto Vallarta, Delicias, Cuauhtémoc, Ciudad Camargo, Manzanillo, Querétaro, Cselaya, Hermosillo, Ciudad Acuña, Piedras Negras, Nuevo Laredo, Reynosa, Matamoros, Morelia, Uruapan, San Luis Potosí e Nogales. L'altra più piccola è l'autostazione di Gomez Palacio, ubicata nell'omonimo comune, è utilizzata dagli abitanti di Torreón, che risiedono più vicino a questa autostazione, la maggior parte delle compagnie che utilizzano l'autostazione di Torreón passa anche per quella di Gomez Palacio.
Treno: Torreón dispone di una stazione ferroviaria vicino al centro città, dal 1999, anno della privatizzazione delle ferrovie, non vi sono più treni passeggeri, vi è un regolare servizio merci operato dalla Ferromex, sulle linee: Coahuila-Durango (LFCD), Monterrey-Reynosa-Matamoros, Chihuahua-Ciudad Juarez, Zacatecas-Ciudad de Mexico. Sono inoltre presenti i depositi di classificazione e le officine di manutenzione denominate GIMCO.
Autostrade e strade federali: Le autostrade che passano per Torreón sono la México 30 (Autostrada Torreón-San Pedro), la México 40 e la México Highway 40D (Autostrada del Nord di La Laguna a pedaggio, arriva fino Ciudad Juarez al confine con gli USA). Le strade federali che passano per Torreón sono la Coahuila 60, 67, 70, 72 e 75.

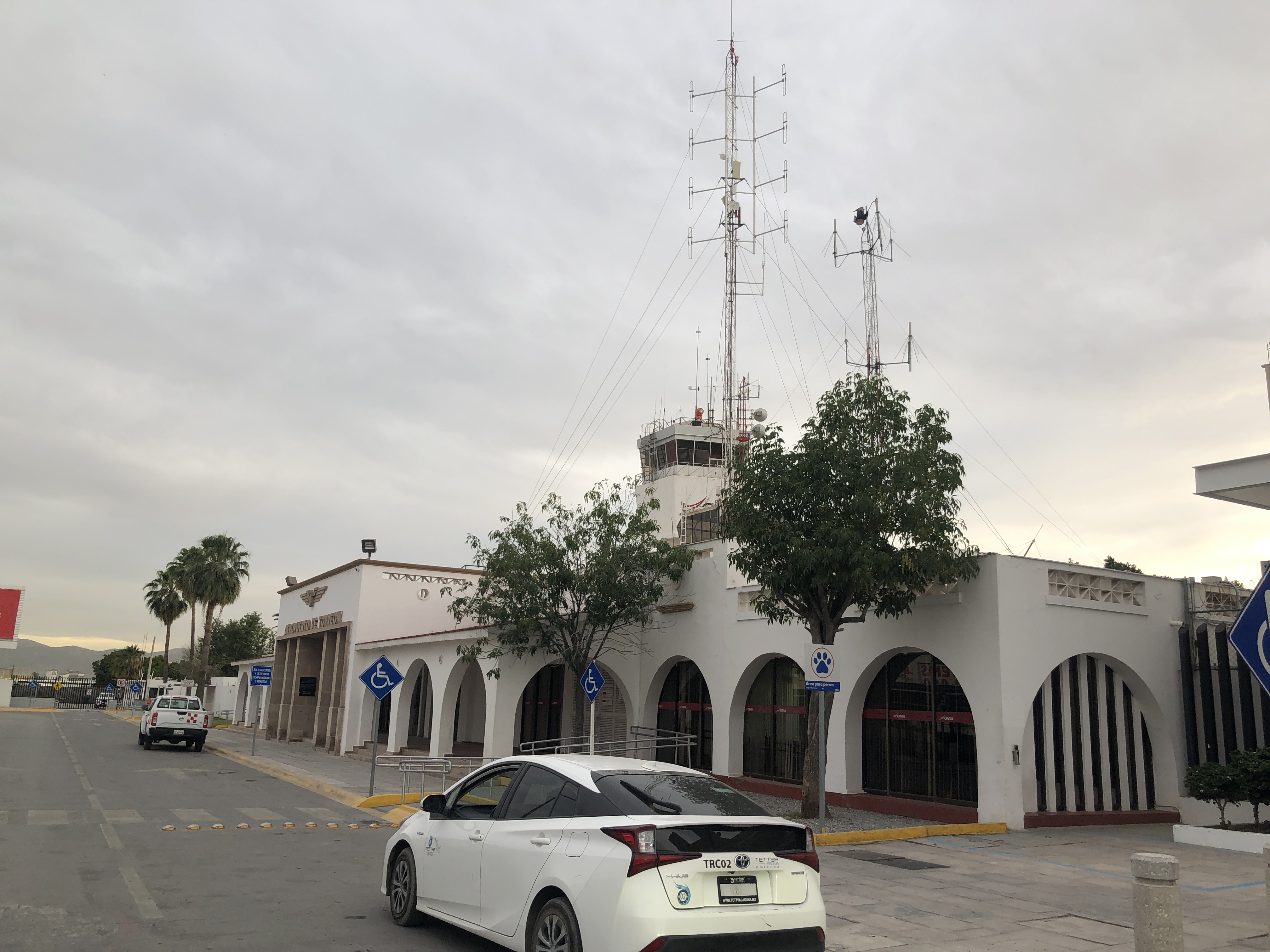
Terminal dell'Aeropuerto Internacional Francisco Sarabia di Torreón

Aeroporto: Torreón dispone di 2 aeroporti. Il più grande e trafficato aeroporto inaugurato il 25 marzo de 1946 è l'Aeropuerto Internacional de Torreón Francisco Sarabia Tinoco, (TRC), si trova a 9km dal centro di Torreón, vi sono voli giornalieri per Ciudad de México (AICM), Querétaro, Cancún, Guadalajara, San José del Cabo, Tijuana, San Antonio (Texas), e Dallas/Fort Worth (Texas), negli Stati Uniti. L'altro aeroporto è L'Aeropuerto de Ciudad Lerdo J. Agustin Castro, di Ciudad Lerdo, dista 8.5km dal centro città, che ha solo voli privati o di tipo aerotaxi.